# X-Men: Sötét Főnix
Az X-Men: Sötét Főnix (eredeti cím: Dark Phoenix) 2019-es amerikai Marvel szuperhősfilm. Ez az X-Men filmsorozat tizenkettedik része, valamint az X-Men: Apokalipszis folytatása. A filmet Simon Kinberg írta és rendezte, a főszereplők James McAvoy, Michael Fassbender, Sophie Turner, Jennifer Lawrence, Nicholas Hoult, Tye Sheridan, Alexandra Shipp, Kod Smit-McPhee, Evan Peters és Jessica Chastain. A filmzenét ezúttal Hans Zimmer szerezte.
Az Amerikai Egyesült Államokban, a 20th Century Fox gyártásában 2019. június 7-én mutatták be, míg Magyarországon egy nappal korábban, a Fórum Hungary forgalmazásában került a mozikba.

## Cselekmény
1975-ben a nyolcéves Jean Grey véletlenül autóbalesetet okoz, amiben meghalnak a szülei. Ezt követően Charles Xavier elviszi őt az iskolájába (Xavier Iskolája Tehetséges Fiataloknak), ahol mentálisan torlaszokat épít Jean fejébe, hogy ne emlékezzen a balesetre, valamint segítsen a lánynak abban, hogy irányítani tudja a képességeit.
1992-ben, kilenc évvel az En Sabah Nur által okozott világméretű pusztítás után, az X-Menek egy vészjelzést kapnak egy Endeavour nevű űrsiklóról, amit egy napkitörés súlyosan megrongált. Miközben a csapat megmenti az asztronautákat, Jean tartja az űrsikló darabjait a széteséstől és magába szívja a napkitörés erejét. A lány túléli az eseményt, melynek hatására a képességei jelentősen megerősödnek. Eközben a torlaszok – amiket Charles mentálisan telepített Jean fejébe – elpusztultak, emiatt Jeanból nem szándékosan energia tör elő, ami megsebesíti a sikeres küldetést ünneplő mutánsokat. Később a lány elmegy a new york-i Red Hookba, ahol felnőtt, miután megtudja, hogy az apja életben van. Az X-Menek megpróbálják hazavinni Jeant, de az előbb megsebesíti Peter Maximoffot, majd véletlenül megöl pár rendőrt, valamint Ravent is.
Jean később elutazik a Genosha nevű, mutánsok menedékére szolgáló szigetre, hogy Erik Lehnsherr segítségével kordában tartsa a képességeit. Erik azonban eltanácsolja onnan, miután Jean harcba keveredik a szigetre vezényelt Amerikai Hadsereg katonáival. Ezután a lány megismerkedik Vukkal, a D'Bari nevű alakváltó, földönkívül faj vezérével. Vuk elmondja neki, hogy a kozmikus erő, ami megszállta őt, évezredekkel ezelőtt elpusztította a D'Barik bolygóját és mindenkivel végzett, akivel találkozott mindaddig, amíg rá nem talált Jeanre. Eközben Hank McCoy – aki elárulva érzi magát, amiért Charles manipulálta Jean memóriáját – csatlakozik Erikhez és mutáns csapatához, hogy segítsen nekik megállítani a lányt New York-ban. Az X-Menek és Erik csapata megküzdenek egymással. A csata során Erik szembeszáll Jeannel, a lány új képességei azonban még az övét is felülmúlják. Jean később megtámadja Charles-t is, azonban a professzor megkéri őt, hogy olvasson a fejében, amitől a személyisége felszínre őt. Miután bűnbánónak érzi magát, Jean megkéri Vukot, hogy vegye el tőle az erejét. Ekkor derül ki, hogy a műveletben a lány meghalhat, de ez Vuknak nem számít. Charles és Scott Summers megállítják Vukot, hogy teljesen elvegye Jean erejét, mielőtt a hadsereg mindkét csapatot foglyul nem ejti és vonattal el nem viszi egy titkos, elszigetelő létesítménybe.
Vuk és a D'Bari hadsereg megtámadják a vonatot. Miután felülkerekednek a katonákon, a mutánsok kiszabadulnak fogságukból és felveszik a kesztyűt a D'Barikkal. Charles segít Jeannek, hogy újra kordában tarthassa a képességeit, mielőtt ismét megküzdene Vukkal. Az alakváltó megpróbálja elvenni a mutáns képességeit, ám Jeannek sikerül felszabadítania a magában levő, valódi potenciált és mielőtt eltűnne a világűrben, megsemmisíti Vukot.
Az incidens után az iskola a Jean Grey Iskolája Tehetséges Fiataloknak nevet kapja, ahol Hank lett az új dekán, miután Charles nyugdíjba vonul a mutáns jogokért való harca után. Később Erik találkozik Charles-szal Párizsban, ahol kihívja egy sakkjátszmára. Amikor elkezdenek játszani, egy lángoló főnix jelenik meg az égen.

## Szereplők
| Karakter                      | Színész                   | Magyar hang        | Leírás |
| ----------------------------- | ------------------------- | ------------------ | --- |
| Charles Xavier / X Professzor | James McAvoy              | Hevér Gábor        | Mutáns pacifista, megalapította a Xavier Iskolája Tehetséges Fiataloknak intézményt. Számos mutáns Xavier ellen fordul, amikor Jean Grey képességeivel kapcsolatos döntései kiderülnek.                                              |
| Erik Lehnsherr / Magneto      | Michael Fassbender        | Fekete Ernő        | A mágneses mezők irányítására és a fémek manipulálására képes, hatalmas erejű mutáns, Xavier egykori legjobb barátja és gyakori riválisa, valamint Peter apja. Megállapította a mutáns menekültek közösségét Genosha szigetén.       |
| Raven Darkholme / Mystique    | Jennifer Lawrence         | Bogdányi Titanilla | Alakváltó mutáns és Xavier fogadott húga. |
| Hank McCoy / Bestia           | Nicholas Hoult            | Előd Botond        | Mutáns, állatias megjelenéssel és emberfeletti fizikai képességekkel. Tanár Xavier iskolájában, és segít a fiatalabb X-Menek vezetésében. Továbbra is érzéseket táplál Mystique iránt.                                               |
| Jean Grey / Főnix             | Sophie Turner             | Dögei Éva          | Rendkívül erős mutáns, aki telepatikus és telekinetikus erejétől tart, és aki Xavier egyik legértékesebb tanítványa. Elszabadul a Főnix entitás, ami miatt egyre instabilabbá válik, miközben két személyisége küzd az irányításért. |
| Jean Grey / Főnix             | Summer Fontana (fiatalon) | Kobela Kira        | Rendkívül erős mutáns, aki telepatikus és telekinetikus erejétől tart, és aki Xavier egyik legértékesebb tanítványa. Elszabadul a Főnix entitás, ami miatt egyre instabilabbá válik, miközben két személyisége küzd az irányításért. |
| Scott Summers / Küklopsz      | Tye Sheridan              | Előd Álmos         | Mutáns, aki optikai sugarakat lő ki. Jean Grey szerelme. |
| Ororo Munroe / Ciklon         | Alexandra Shipp           | Gáspár Kata        | Kenyai mutáns, aki képes irányítani az időjárást. |
| Peter Maximoff / Higanyszál   | Evan Peters               | Gacsal Ádám        | Erik mutáns fia, aki emberfeletti sebességgel tud mozogni. |
| Kurt Wagner / Árnyék          | Kodi Smit-McPhee          | Molnár Levente     | Német mutáns, aki tud teleportálni. |
| Margaret Smith/ Vuk           | Jessica Chastain          | Pálfi Kata         | A D'Bari nevű alakváltó idegen faj vezetője, aki el akarja kapni és el akarja pusztítani a Főnixet. |
| John Grey                     | Scott Shepherd            | Dózsa Zoltán       | Jean apja. |
| Jones                         | Ato Essandoh              | Makranczi Zalán    | Vuk helyettese. |
| Elnök                         | Brian d'Arcy James        |                    | Az Amerikai Egyesült Államok elnöke |
| Selene                        | Kota Eberhardt            |                    | Telepata mutáns. |
| Ariki                         | Andrew Stehlin            |                    | Mutáns, aki a hajfonatait fegyverként tudja használni. |
| Dazzler                       | Halston Sage              | Eredeti hang       | Mutáns, aki képes a hangrezgéseket fény- és energiasugarakká alakítani. |

## Magyarul olvasható
- X-men. Sötét főnix; szöveg Chris Claremont, Dave Cockrum, John Byrne alapján Stuart Moore, ford. Oszlánszky Zsolt; Szukits, Szeged, 2019 (Nagy Marvel regénysorozat)